# Taureau blanc de Chillingham
Les taureaux blancs de Chillingham sont une population et une race bovine qui vit à l'état sauvage à l'abri d'un enclos d'environ 140 hectares depuis 700 ans dans le parc de Chillingham au Northumberland en Angleterre. Ils n'auraient pas subi de croisement avec d'autres bovidés depuis plusieurs siècles.

## Origine
C'est une race très ancienne qui appartient au peuplement de Grande-Bretagne pré romain. Cette race est apparentée à la race white park, mais elle s'en est écartée dès le Moyen Âge par un élevage en autarcie, en semi-liberté dans une zone de bois et de landes incultes par une riche famille. Cette race est très rare. L'effectif, descendu à 13 animaux en 1947, est actuellement de 130 têtes environ. Un second troupeau a récemment été introduit en Écosse, afin de minimiser les risques en cas d'épidémie.

## Morphologie
Elle porte une robe blanche avec le mufle sombre. La robe du taureau est plus grisée. L'hiver, les animaux se couvrent d'une toison épaisse qui rappelle la peluche. Les cornes sont en lyre haute, claires à pointe noire. 
C'est une race de petite taille, 110-120 cm au garrot pour 280 kg.

## Aptitudes

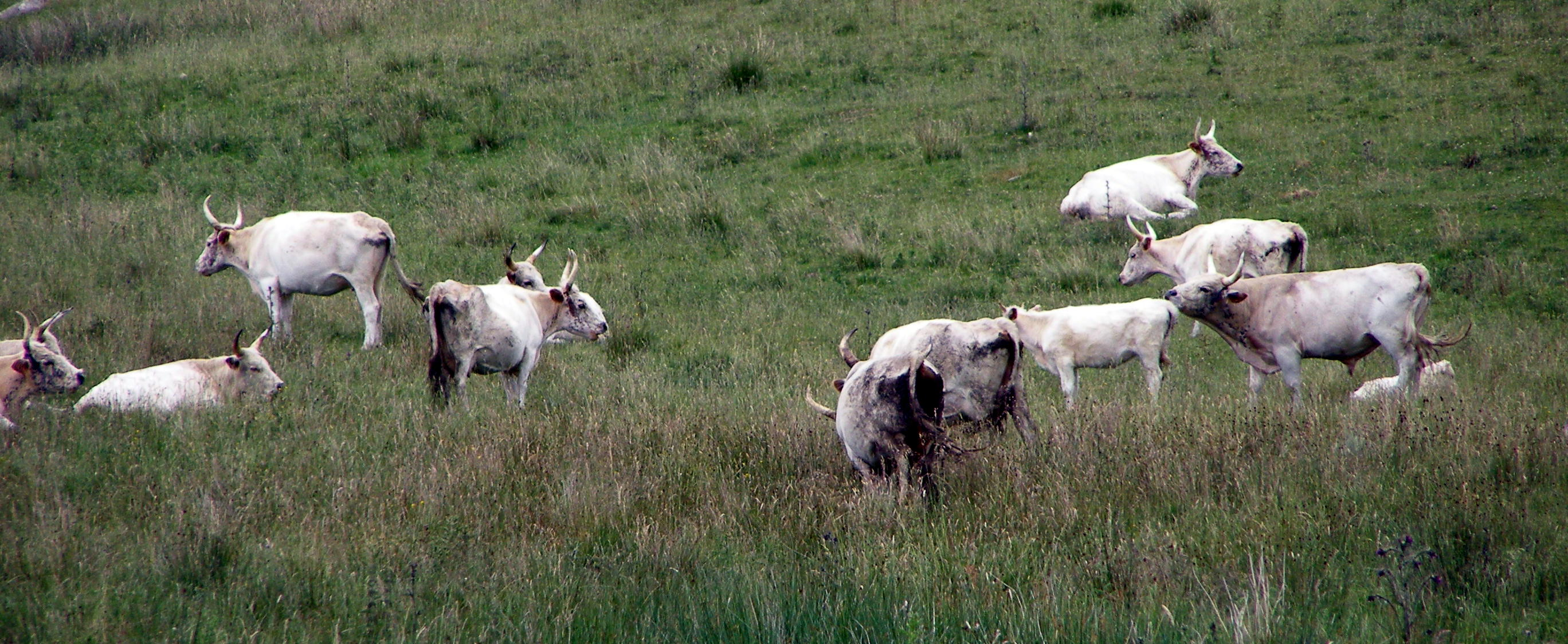
Troupeau sauvage

Cette race qui n'est pas élevée à des fins exploitation bouchère ou laitière, est maintenue pour maintenir la diversité du potentiel génétique du bétail britannique et pour entretenir l'espace naturel qu'elle occupe (entretien dont la valeur peut aussi être évaluée).
Elle est très rustique et se nourrit autant de feuilles d'arbres que d'herbe. L'hiver, en période de neige, un complément leur est apporté. Leur longévité est bonne, souvent plus de quinze ans, compte tenu de leur élevage pratiquement sans soins.